# Roosevelt Ezequias
Ezequias Roosevelt Tavares de Melo, cunoscut sub numele Ezequias Roosevelt, este un jucător de fotbal care evoluează pentru echipa Corinthians. Prima echipă la care a jucat în România a fost FC Brașov, la care a ajuns în 2008 de la echipa portugheză FC Porto.